# Dryopteris raynalii
Dryopteris raynalii är en träjonväxtart som beskrevs av Tard. Dryopteris raynalii ingår i släktet Dryopteris och familjen Dryopteridaceae. Inga underarter finns listade.